# Noran
För andra betydelser, se Noran (olika betydelser).
Noran är en sjö i Borlänge kommun i Dalarna och ingår i Dalälvens huvudavrinningsområde. Sjön är 13 meter djup, har en yta på 1,22 kvadratkilometer och befinner sig 302,2 meter över havet. Sjön avvattnas av vattendraget Norån. Vid provfiske har abborre, elritsa och id fångats i sjön.. Loforsens kraftstation hämtar sin energi från Noran.

## Delavrinningsområde
Noran ingår i det delavrinningsområde (670356-146385) som SMHI kallar för Utloppet av Noran. Medelhöjden är 335 meter över havet och ytan är 8,01 kvadratkilometer. Räknas de 5 avrinningsområdena uppströms in blir den ackumulerade arean 32,38 kvadratkilometer. Norån som avvattnar avrinningsområdet har biflödesordning 3, vilket innebär att vattnet flödar genom totalt 3 vattendrag innan det når havet efter 233 kilometer. Avrinningsområdet består mestadels av skog (79 procent). Avrinningsområdet har 1,22 kvadratkilometer vattenytor vilket ger det en sjöprocent på 15,2 procent.